# نیک نولتی

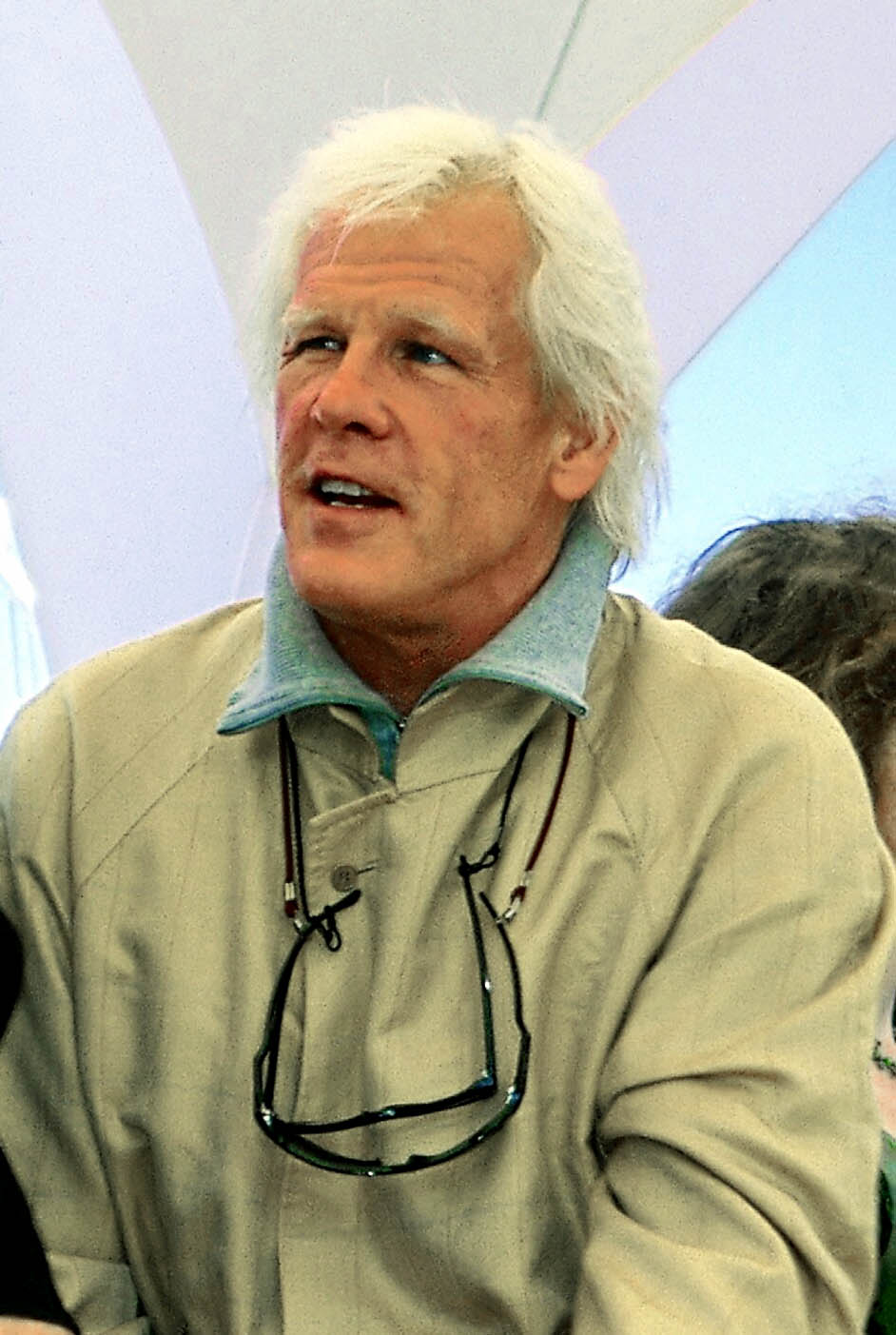
نولتی در جشنواره فیلم کن ۲۰۰۰

نیک نولتی (انگلیسی: Nick Nolte؛ زاده ۸ فوریهٔ ۱۹۴۱) هنرپیشه اهل ایالات متحده آمریکا است. او توانسته جوایز متعددی را کسب کند که از مهم‌ترین آن‌ها می‌توان به جایزه گلدن گلوب بهترین بازیگر مرد فیلم درام در سال ۱۹۹۱ به دلیل بازی در فیلم شاهزاده جزر و مد اشاره کرد وی از سال ۱۹۶۹ میلادی تاکنون مشغول فعالیت بوده‌است.

## فیلمشناسی
از فیلم‌ها یا برنامه‌های تلویزیونی که وی در آن نقش داشته‌است می‌توان به آثار زیر اشاره کرد.
- کنن (۱۹۷۳)
- خیابان‌های سان‌فرانسیسکو (۱۹۷۴)
- وضعیت اضطراری! (۱۹۷۴)
- توما (مجموعه تلویزیونی) (۱۹۷۴)
- دود اسلحه (۱۹۷۴)
- ۴۸ ساعت (۱۹۸۲)
- زیر آتش (فیلم) (۱۹۸۳)
- آموزگارها (فیلم) (۱۹۸۴)
- علف (۱۹۸۷)
- داستان‌های نیویورکی (۱۹۸۹)
- ۴۸ ساعت دیگر (۱۹۹۰)
- تنگه وحشت (۱۹۹۱)
- شاهزاده جزر و مد (۱۹۹۱)
- روغن لورنزو (۱۹۹۲)
- بازیگر (فیلم ۱۹۹۲) (۱۹۹۲)
- من عاشق دردسرم (۱۹۹۴)
- هر کاری خواهم کرد (۱۹۹۴)
- جفرسون در پاریس (۱۹۹۵)
- شب مادر (فیلم) (۱۹۹۶)
- آبشارهای مالهالند (۱۹۹۶)
- شفق (فیلم ۱۹۹۷) (۱۹۹۷)
- دور برگردان (۱۹۹۷)
- رنج (۱۹۹۷)
- خط باریک سرخ (فیلم) (۱۹۹۸)
- سیمپاتیکو (۱۹۹۹)
- صبحانه قهرمانان (فیلم) (۱۹۹۹)
- کاسه طلایی (فیلم) (۲۰۰۰)
- بررسی رابطه جنسی (۲۰۰۱)
- دزد خوب (فیلم) (۲۰۰۲)
- هالک (۲۰۰۳)
- تمیز (فیلم) (۲۰۰۴)
- کشور زیبا (۲۰۰۴)
- هتل رواندا (۲۰۰۴)
- آن سوی پرچین (۲۰۰۶)
- پاریس، دوستت دارم (۲۰۰۶)
- چند روز در سپتامبر (۲۰۰۶)
- جنگجوی صلح طلب (۲۰۰۶)
- ماجراهای اسپایدرویک (۲۰۰۸)
- تندر استوایی (۲۰۰۸)
- آهنگ عشق من (۲۰۱۰)
- آرتور (۲۰۱۱)
- نگهبان باغ‌وحش (۲۰۱۱)
- مبارز (فیلم ۲۰۱۱) (۲۰۱۱)
- شراکتی که نگاه می‌داری (۲۰۱۲)
- جوخه گانگستر (۲۰۱۳)
- عشق و نفرت (۲۰۱۳)
- محاکمه‌های کیت مک‌کال (۲۰۱۳)
- پارکر (فیلم) (۲۰۱۳)
- نوح (فیلم) (۲۰۱۴)
- بازگشت به فرستنده (۲۰۱۵)
- پیاده‌روی در جنگل (فیلم) (۲۰۱۵)
- فرار در سراسر شب (فیلم ۲۰۱۵) (۲۰۱۵)
- ۶ کله‌پوک (۲۰۱۵)
- پدر روحانی (۲۰۱۸)
- ذهن سفید (۲۰۱۸)
- دارا و ندار (سریال کوتاه تلویزیونی) (۱۹۷۶)

## مشکلات حقوقی
در سال ۱۹۶۵، نولت به دلیل فروش اسناد جعلی دستگیر شد و به ۴۵ سال زندان و ۷۵۰۰۰ دلار جریمه محکوم شد. با این حال، این حکم به حالت تعلیق درآمد. این محکومیت جنایی، صلاحیت وی برای خدمت سربازی را نفی کرد. در آن زمان، وی احساس وظیفه کرد تا در جنگ ویتنام خدمت کند. در نتیجه، نولت می‌گوید که به دلیل عدم رفتن به ویتنام احساس نقص می‌کند.